# Gandia
Gandia je přímořské město, které se nalézá v provincii Valencia ve východním Španělsku. Dnes má díky své poloze na Costa del Azahar významné příjmy z turistického ruchu.
Po skončení reconquisty byla Gandia královským panstvím. V roce 1399 byla povýšena králem Martin I. Aragonský na vévodství. Když rod královských vévodů vymřel, vrátilo se vévodství do majetku Koruny aragonské. V roce 1485 koupil Gandíu od Ferdinanda II. Aragonského kardinál Rodrigo de Borja pro svého nejstaršího syna Pedra Luise, který se tak stal prvním vévodou gandíjským. V 15. a 16. století bylo město významným kulturním a obchodním centrem. V 15. století mělo svou univerzitu, v téže době zde byl vybudován klášter sv. Kláry (Convento de Santa Clara). Město proslavil rod Borgiů – někteří z jeho členů používali titul vévodů z Gandie. Během renesance získal tento rod velkou politickou moc a bohatství, pocházeli z něj i dva papežové: Kalixt III. a Alexandr VI.
Nejvýznamnější památkou je vévodský palác Borjů, původně sídelní gotický hrad. Dobu papeže Alexandra VI. připomíná úvodní Sál korun, pojmenovaný podle dvojitých korun, papežova symbolu, vymalovaných v hustých řadách na dřevěném stropu bývalé audienční a soudní síně.

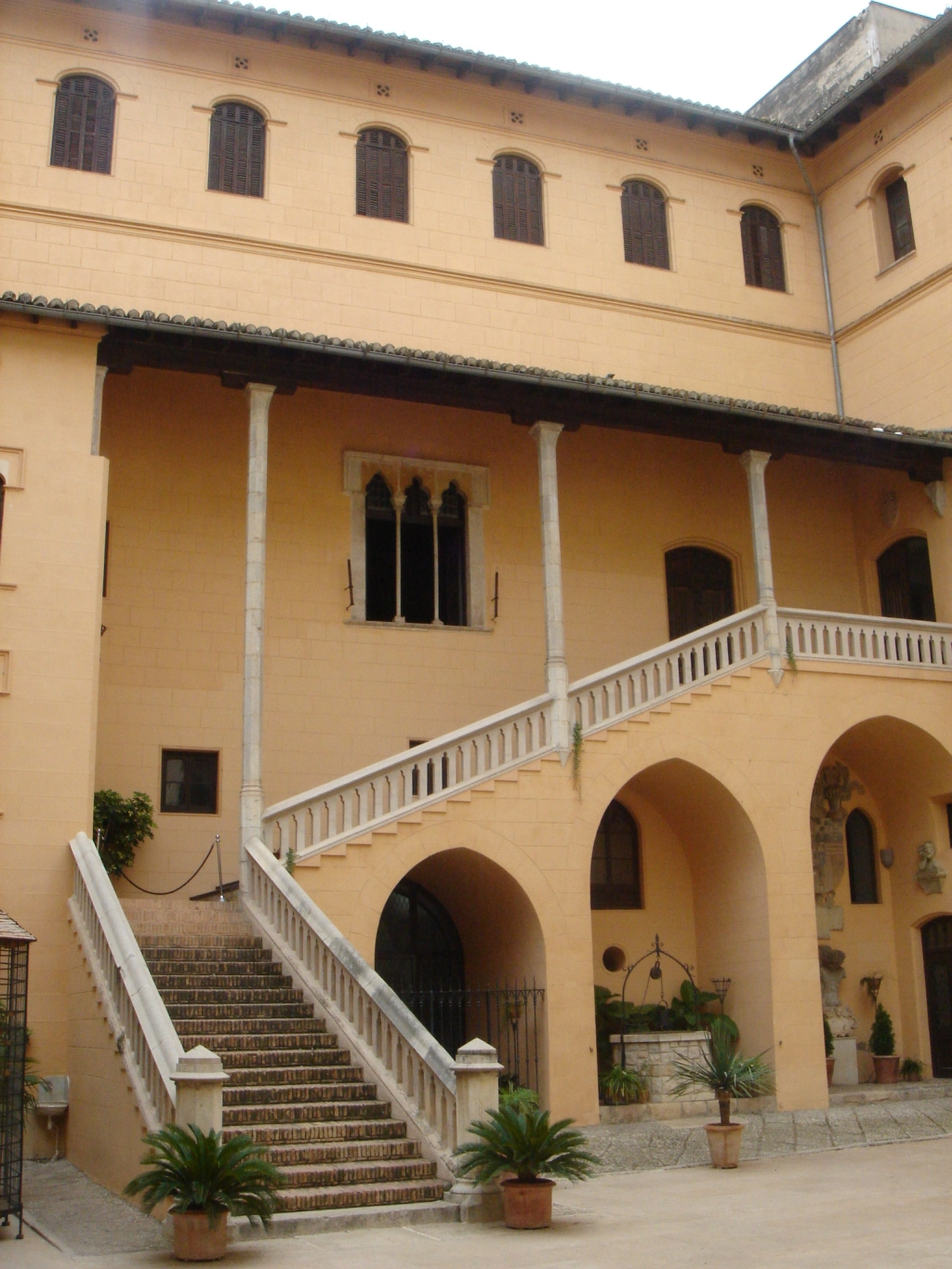
Vévodský palác v Gandii